# César Andreu Iglesias
César Andreu Iglesias (Ponce, 31 de julio de 1915 - 17 de abril de 1976) fue un intelectual puertorriqueño, el cual destacó en los campos de la literatura, habiendo publicado distintas novelas, además del periodismo, siendo fundador de diversos periódicos.
En su obra, Andreu Iglesias describe la lucha de los nacionalistas puertorriqueños. Su aniversario es la fecha en que se celebra el Día del Periodista en su país. Sus restos descansan en el Cementerio Puerto Rico Memorial de Isla Verde.